# Сегель Яків Олександрович
Сегель Яків Олександрович (1923—1995) — радянський російський сценарист і кінорежисер. Заслужений діяч мистецтв РРФСР (1965). Народний артист РРФСР (1980).

## Біографічні відомості
Народ. 10 березня 1923 р. у м. Ростові-на-Дону. Закінчив режисерський факультет Всесоюзного державного інституту кінематографії (1954, майстерня С. Герасимова), де потім керував режисерсько-акторською студією.
З 1956 р. працював на кіностудії ім. О. М. Горького. Грав Роберта Гранта у фільмі «Діти капітана Гранта» (1936).
Помер 1995 р. у Москві.

## Фільмографія
Режисер-постановник:
- «Це починалось так…» (1956, у співавт.)
- «Дім, в якому я живу» (1957, у співавт.)
- «Перший день миру» (1959)
- «Сіра хвороба» (1966)
- «Розбудіть Мухіна!» (1968)
- «Крапля в морі» (1973)
- «Ризик — благородна справа» (1977)
- «В одне прекрасне дитинство» (1979)
- «Я вас дочекаюся» (1982)
- «Інопланетянка» (1984)
- «З неба на землю» (1986)

та ін., українську стрічку «Прощавайте, голуби» (1961, авт. сцен.; Приз за режисуру «Срібний бумеранг» на Міжнародному кінофестивалі у Мельбурні, 1962).